# Campeonato Sergipano de Futebol de 1928
O Campeonato Sergipano de Futebol de 1928 foi a 8º edição da divisão principal do campeonato estadual de Sergipe. O campeão foi o Sergipe que conquistou seu 4º título na história da competição.

## Premiação
| Campeonato Sergipano de 1928 |
| Aracaju                      |
| ---------------------------- |
| Sergipe Campeão (4º título)  |